# Antoni (Rafalski)
Antoni, imię świeckie Grigorij Antonowicz Rafalski (ur. 8 lutego?/19 lutego 1789 w Nujnie, zm. 4 listopada?/16 listopada 1848 w Petersburgu) – rosyjski biskup prawosławny.

## Życiorys

### Wczesna działalność
Urodził się w rodzinie kapłana greckokatolickiego. Ukończył seminarium prowadzone przez bazylianów, następnie w latach 1800–1809 uczył się w prawosławnym seminarium duchownym w Ostrogu. Z powodu wyróżniających się wyników w nauce został skierowany na wyższe studia teologiczne w Kazańskiej Akademii Duchownej, jednak z powodu problemów zdrowotnych nie wyjechał z Wołynia, lecz został zatrudniony jako nauczyciel poezji w młodszych klasach seminarium w Ostrogu. 16 czerwca 1809 przyjął święcenia kapłańskie jako duchowny żonaty w soborze Przemienienia Pańskiego w tym samym mieście. W 1812, uciekając przed nadchodzącymi wojskami francuskimi, wywiózł w głąb Rosji archiwum eparchialne oraz zbiory biblioteki seminarium. W 1813 został za to nagrodzony godnością protoprezbitera oraz wyznaczony na proboszcza parafii przy soborze w Ostrogu. Następnie otrzymał stanowisko dziekana. Po powrocie do miasta zaangażował się w odbudowę spalonego w czasie wojny pałacu biskupiego. W 1821 owdowiał.
Od 1823 zasiadał w konsystorzu duchownym eparchii wołyńskiej. W 1830 został przeniesiony do pracy w parafii prawosławnej w Krzemieńcu. 20 listopada 1832 złożył śluby zakonne z imieniem Antoni, a na polecenie metropolity moskiewskiego Filareta natychmiast otrzymał godność archimandryty i został mianowany przełożonym ławry Poczajowskiej, która w tym samym roku wróciła w ręce prawosławnych.

### Biskup
8 lipca 1834 miała miejsce jego chirotonia na biskupa warszawskiego, wikariusza eparchii wołyńskiej. Wybór kandydata na pierwszego w historii hierarchę Rosyjskiego Kościoła Prawosławnego rezydującego w Warszawie został bardzo starannie dokonany przez Świątobliwy Synod Rządzący, gdyż przyszły biskup warszawski miał w przyszłości uczestniczyć w rozszerzaniu wpływów prawosławia na ziemiach polskich. Antoni (Rafalski) został wybrany, gdyż znał język (poznał go, podobnie jak łacinę, w seminarium bazylianów) i kulturę polską Po powstaniu samodzielnej eparchii warszawskiej i nowogieorgijewskiej 17 stycznia 1840 został jej pierwszym ordynariuszem. Po trzech latach przeniesiony na katedrę nowogrodzką, petersburską, estońską i fińską. Inicjatorem powierzenia mu jednej z najważniejszych eparchii w Cerkwi Rosyjskiej był car Mikołaj I, który zapamiętał go z okresu zarządzania ławrą Poczajowską. Wspierał rozwój pracowni ikonopisarskich i szkolnictwo duchowne. Pozostawał w konflikcie z oberprokuratorem Świętego Synodu N. Protasowem, również jego autorytet wśród wiernych był bardzo niski. Przyczyną tego faktu był niewielki format intelektualny metropolity i jego hulaszczy tryb życia, jaki prowadził w Petersburgu. Zdaniem G. Freezego metropolita Antoni nie odgrywał żadnej roli w pracach Świątobliwego Synodu Rządzącego.
W grudniu 1845 uległ nagłemu atakowi paraliżu, jednak tytularnie metropolitą petersburskim i ładoskim pozostawał do 4 listopada 1848, kiedy przeszedł w stan spoczynku. Zmarł 12 dni później w Petersburgu. Został pochowany na cmentarzu Ławry św. Aleksandra Newskiego.
Za swoją działalność na rzecz umacniania pozycji prawosławia na Wołyniu został nagrodzony najwyższymi rosyjskimi odznaczeniami państwowymi: Orderem św. Anny oraz Orderem św. Andrzeja.